# Leptinopterus constricticollis
Leptinopterus constricticollis is een keversoort uit de familie vliegende herten (Lucanidae). De wetenschappelijke naam van de soort is voor het eerst geldig gepubliceerd in 1924 door Heller.